# ماساهیرو مومیتانی
ماساهیرو مومیتانی (انگلیسی: Masahiro Momitani؛ زادهٔ ۲ ژوئن ۱۹۸۱) بازیکن فوتبال اهل ژاپن است.
از باشگاه‌هایی که در آن بازی کرده‌است می‌توان به باشگاه فوتبال سرزو اوساکا اشاره کرد.